# Morpho ulrike
Morpho ulrike är en fjärilsart som beskrevs av Weber 1944. Morpho ulrike ingår i släktet Morpho och familjen praktfjärilar. Inga underarter finns listade i Catalogue of Life.